# 甲斐完司
甲斐 完司（かい かんじ、1959年5月 - ）は、日本のギタリスト、作曲家、編曲家、音楽プロデューサーである。埼玉県朝霞市出身。埼玉県立志木高等学校卒業。ロックユニットCRYMAxxxのメンバー。

## 来歴
1977年、ヤマハ東京支店が主催するEastWest全国大会（1976年から1986年にかけて年1回行われたアマチュアバンドのコンテスト）に、神山暁雄（現ホッピー神山）らと「HARD MAPLE」として、最年少の17歳で出場。この大会にはアマチュア時代のサザンオールスターズやカシオペアも出場していた。この頃のHARD MAPLE（後にMARS）の活動は、2018年12月に発売された「ウラワ・ロックンロール・センターの軌跡」（CD17）に収録されている。
高校卒業後、EastWest77の優秀グループ「リバーサイド」（デビュー時のバンド名：とし太郎&リバーサイド）に加入し19歳でメジャー・デビュー。1980年にリバーサイドがアルファレコードからリリースした2ndアルバム「WANDERLAND」からギター& バックボーカルとして参加した。ちなみにリバーサイドの「陽よりまぶしく風よりはげしく」はFIFAワールドユースサッカーのテーマソングであるが、この大会には朝霞市立朝霞第二中学校時代の同期生のサッカー選手高橋貞洋が出場した。
とし太郎&リバーサイド解散後、近藤真彦の第2期専属バックバンド「ダブルス」のギタリストとして活動。ダブルス解散後は少年隊の専属バックバンド「BOYZ」のバンドリーダーとしてサポート活動を行う。その後、尾崎豊&Heart Of Klaxonとして、「TREES LINING A STREET TOUR」、「広島平和コンサート・ALIVE HIROSHIMA '87」、「BEAT CHILD」に参加。アルバム「街路樹」のレコーディングにも参加している。
1989年、依知川伸一(b,vo)、上島隆(ds)とNUDEを結成。1990年ファンハウスからデビュー。アルバム2枚、シングル2枚をリリースし、1992年まで活動した。その他、アーティストのサポート、数々のセッション、スタジオワーク、作曲・編曲、プロデュースを行う。
2017年からボーカルの大橋拓也とユニットを組み、サポートメンバーに柳本将史(b)、Satoko Kanzaki(Key)を迎え、CRYMAxxxとして活動している。

## CRYMAxxxの活動
- 主催ライブ「GroovyNight」を初台TheDOORSで定期的に開催
  - Vol.1   2018年6月29日
  - Vol.2   2019年3月9日
  - Vol.3   2019年9月7日
  - Vol.4   2020年9月5日
  - Vol.5　2021年9月11日
  - Vol.6　2022年9月4日

　　他、数々のブッキングライブに出演。
- CD「ZERO」（MiniAlbum,2019.9.8）リリース

## ライブサポート
- 近藤真彦
  - 1983年～1984年 ダブルス
  - Masahiko Kondo ReSTART 2021年11月2日 中野サンプラザホール
- 少年隊
  - 1986年デビュー時～1987年6月
  - 錦織一清・植草克秀
    - 「ふたりのSHOW&TIME『Song for you』」2022年10月1日・2日 東京ドームホテル
    - 「ふたりのSHOW&TIME『Song for you』」2022年12月25日・26日 ハイアットリージェンシー大阪
- 尾崎豊
  - TREES LINING A STREET TOUR1987年7月1日 茨城県民文化センター～9月24日 豊橋勤労会館
  - 広島平和コンサート・ALIVE HIROSHIMA '87　1987年8月5日・6日
  - BEAT CHILD　1987年8月22日・23日
- 諸星和己（1999年）
- 田中美奈子（1991年～1992年）
- D-51（2004年デビュー時～2005年）

## リリース作品
リバーサイド
- 「WANDERLAND」（LP:ALR-28008,1980.アルファレコード）
- 「君の胸はスーパースター」（EP:ALR-706,1980.アルファレコード）
- 「ワンダフル・スクール」（EP:ALR-721,1980.アルファレコード）
- 「ラヴ・ミー・ウォッチ・ミー」（EP:ALR-726,1980.アルファレコード）

NUDE
- 「ARE YOU SERIOUS?」（CD,1990.1.25 ファンハウス）
- 「[aiz]」(CD,1990.11.1 ファンハウス）
- 「夜が廻る」（CD:Single,1990.1.25 ファンハウス）
- 「あかずの踏切り」（CD:Single,1990.10.25 ファンハウス）

URN
- 「Saila」（CD:Single,1995.3.25 ダイキサウンド）

CRYMAxxx
- 「ZERO」（CD:MiniAlbum,2019.9.8）

## 参加作品、ギターレコーディング
- 尾崎豊
  - 「街路樹」（2曲目「・ISM」、3曲目「LIFE」、5曲目「COLD WIND」）
  - 「OZAKI FILM ALIVE AT ARIAKE COLOSSEUM IN 1987 THE TWENTY-FIRST SUMMER」（DVD:2006.4.19
  - 「LIVEBEAT BOX」（CD:2012.8.29）

- 草尾毅
  - 「TAU」（CD:1994.8.24  東芝EMII）
  - 「PANGAEA」（CD:1996.5.21 日本コロムビア）

- 堀江美都子
  - 「回帰骨董音楽箱」（CD Single:1997.11.21 日本コロムビア）

- AKB48
  - 「あの頃のスニーカー」
  - 「初恋泥棒」
  - 「支え」
  - 「ジグソーパズル48」
  - 「僕の桜」
  - 「初恋よこんにちは」
  - 「校歌 59段の架け橋」

- SKE48
  - 「羽豆岬」
  - 「そばにいさせて」

## 主な楽曲提供
- 草尾毅
  - 「君のために－lover's eye－」
  - 「Workin' for You」
  - 「Good-bye My Hometown」
  - 「とまらないREVOLUTION」
  - 「930 Function」
  - 「MANIFESTO」
  - 「独裁者」
  - 「ORANGE・MEMORIES」
  - 「Nostalgicなトキメキを」
  - 「女は天使じゃないの」
  - 「カウボーイ」
  - 「Love　Proof」
  - 「僕しか守れない人がいる」
  - 「MAZE　OF　LOVE」
  - 「だからOnly　You」

- 林延年
  - 「DESTINATION」

- 緑川光/石川英郎
  - 「お・も・う」
  - 「ツイてない」